# تيتسويا إيتو
تيتسويا إيتو (باليابانية: 伊藤 哲也) (1 أكتوبر 1970 في تشيبا في اليابان – )؛ هو لاعب كرة قدم ياباني سابق كان يلعب كمدافع.

## روابط خارجية
- تيتسويا إيتو على موقع رابطة كرة القدم اليابانية للمحترفين (اليابانية)
- تيتسويا إيتو على موقع عالم كرة القدم.نت (الإنجليزية)